# Cylindromyia dimidiata
Cylindromyia dimidiata är en tvåvingeart som först beskrevs av Olivier 1811.  Cylindromyia dimidiata ingår i släktet Cylindromyia och familjen parasitflugor.
Artens utbredningsområde är Italien. Inga underarter finns listade i Catalogue of Life.